# Milunka Savić

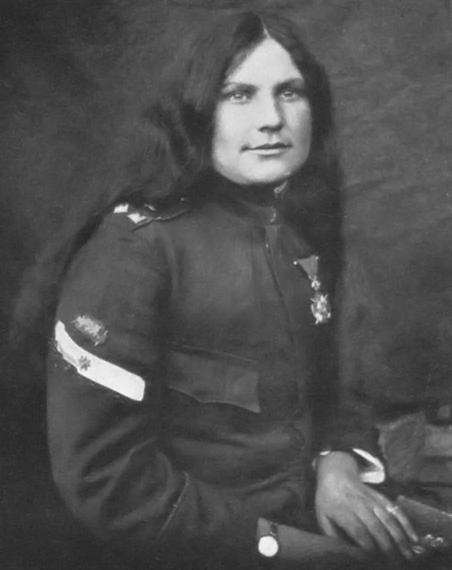
Milunka Savić tijdens de Eerste Wereldoorlog

Milunka Savić (Servisch: Милунка Савић) (Koprivnica, 1888 of 8 juni 1892 – Belgrado, 5 oktober 1973) was een Servische, vrouwelijke militair die zowel tijdens de Tweede Balkanoorlog als de Eerste Wereldoorlog actief deelnam aan de gevechten en meermaals werd onderscheiden.
Savić nam verkleed als man dienst in het Servische leger in de plaats van haar broer. Ze vocht aan het front tijdens de Tweede Balkanoorlog en werd bevorderd tot korporaal. Toen ze gewond werd door Bulgaars artillerievuur, kwam haar bedrog aan het licht. Ze kon echter in actieve dienst blijven. Ook tijdens de Eerste Wereldoorlog diende ze in een gevechtseenheid in het Servische leger.

## Onderscheidingen
- Legioen van Eer (Frankrijk), twee maal
- Croix de Guerre 1914-1918 (Frankrijk)
- Most Distinguished Order of St Michael (Groot-Brittannië)
- Kruis van Sint-Joris (Rusland)
- Orde van de Ster van Karađorđe (Servië)

## In populaire cultuur
In 2022 vertelde de Zweedse power metalband Sabaton haar verhaal in het lied "Lady of the Dark".